# کوچک‌مردی به نام تیت
کوچک‌مردی به نام تیت (به انگلیسی: Little Man Tate) فیلمی محصول آمریکا در سال ۱۹۹۱ و به کارگردانی و بازیگری جودی فاستر است.

## خلاصه داستان
داستان در مورد مادری تنها است که سعی دارد در سخت‌ترین شرایط پسرش را بزرگ کند. زمانی که مشخص می‌شود پسر او یک نابغه است، او تمام تلاشش را می‌کند تا همه جور امکانات را برای پیشرفت در اختیارش قرار دهد…